# Institut supérieur d'études œcuméniques
L'institut supérieur d'études œcuméniques (ISEO) est un institut de recherche et d'enseignement sur les relations entre les différentes confessions du Christianisme. Il fait partie du Theologicum, la faculté de théologie et des sciences des religions de l'Institut catholique de Paris. Depuis 2023, il est dirigé par Nicolas Cochand, théologien protestant et enseignant-chercheur à la Faculté de Paris de l'Institut Protestant de Théologie.

## Histoire
Il est fondé 22 avril 1967, au lendemain du IIe concile œcuménique du Vatican par le Père Marie-Joseph Le Guillou. Il est l’œuvre commune de trois facultés de théologie parisiennes, l'Institut catholique de Paris, l'Institut protestant de théologie et l'Institut Saint-Serge.
Il est dirigé successivement par Marie-Joseph Le Guillou (1967-1975), Maurice Carrez (1975-1982), Jean Rogues (1982-1990), Nicolas Lossky (1990-1996), Louis Schweitzer (1996-1999), Hervé Legrand (1999-2002), Yves-Marie Blanchard (2002-2008), Jacques-Noël Pérès (2008-2014), Michel Mallèvre (2014-2016), Laurent Villemin (2016-2017), et Luc Forestier (2018-2022),, Anne-Sophie Vivier-Muresan (2022-2023) et Nicolas Cochand (depuis 2023).
Y enseignent Yves Congar, Marie-Joseph Le Guillou, Olivier Clément, Élisabeth Behr-Sigel. Albert de Montléon en a été membre durant vingt ans. Il est placé sous le patronage du Conseil d'Églises chrétiennes en France et reçoit son inspiration d’un Conseil d’orientation mandaté par les Églises,,.
Tant dans les cours que dans les séminaires, il permet aux enseignants et étudiants de différentes confessions chrétiennes de dialoguer et d’élaborer une théologie apte à stimuler pensées et pratiques. L'institut est destiné à former des experts en œcuménisme au service des Églises en France et à l'étranger. Sa formation permet d'acquérir une licence canonique (Master de recherche) avec spécialisation œcuménique, qui pourra se poursuivre par une thèse, ainsi qu’un diplôme d'études œcuméniques et un certificat d’études œcuméniques dont les cours sont répartis sur deux jours par mois, pendant deux ans.

## Formation
L'institut prépare au Certificat d’études œcuméniques par alternance. Le cours est « tout public » ouvert aux auditeurs, moyennant une inscription préalable auprès du secrétariat de l'ISEO ou cours payants.
Programme de Cours :
- Introduction à l’histoire des Réformes
- Introduction aux Églises évangéliques
- Introduction aux Églises orthodoxes orientales
- Introduction à la théologie œcuménique
- Introduction au catholicisme

## Colloques
L'institut organise un colloque annuel,.
- janvier 2009, « L’avenir de la terre, un défi pour les Églises ».
- janvier 2010, « La mort et les rites funéraires : enjeux œcuménique »
- janvier 2017, « Comment parler du péché en 2017 ? »
- mars 2018, « Nouveaux territoires de l’œcuménisme »
- 2019, « la justification par la foi »